# (1005) Араго
Араго (1005 Араго) — тёмный астероид во внешних областях пояса астероидов, диаметром приблизительно 55 километров
Он был открыт 5 сентября 1923 года русским астрономом Сергеем Белявским в Симеизской обсерватории на Крымском полуострове.

## Классификация и орбита
Араго вращается вокруг Солнца во внешнем главном поясе на расстоянии 2,8-3,5 а. е. один раз каждые 5 лет и 8 месяцев (2058 дней). Его орбита имеет эксцентриситет 0.12 и наклон 19 ° относительно эклиптики. Дуга наблюдения астероида начинается в королевской обсерватории Бельгии в 1935 году, через двенадцать лет после его официального открытия в Симеизе.

## Физические характеристики

### Диаметр и альбедо
Согласно исследованиям, проведённым инфракрасным спутником IRAS, японским спутником Akari и широкоугольным инфракрасным обозревателем NASA (WISE), диаметр Араго составляет от 48.57 до 68.404 километров, а его поверхность имеет альбедо от 0.0498 до 0.08.

### Кривая блеска
В октябре 2010 года из фотометрических наблюдений была получена вращательная световая кривая Араго, которая позднее была представлена на веб-сайте «CALL». Анализ кривой блеска показал период вращения от 8.7819 часов с амплитудой яркости 0.22 величины. В апреле 2016 года группа испанских астрономов-любителей получила ещё одну световую кривую. Это дало совпадающий период 8.784 часа с амплитудой 0.22 величины.

### Спектральный тип
Араго характеризуется WISE как тёмный и красноватый астероид P-типа. Это также углеродистый астероид С-типа, как это говорят в «CALL».

## Название
Эта малая планета была названа в честь французского математика Франсуа Араго (1786—1853), директора Парижской обсерватории.